# Interleucina-4
La interleucina-4 (IL-4) es una glucoproteína del grupo de las citocinas, que pesa unos 20 kDa y producida por las células T de tipo 2 (Th2), basófilos, mastocitos y eosinófilos activados. Actúa como antiinflamatorio al bloquear la síntesis de IL-1, TNF-alfa, IL-6 y la proteína inflamatoria del macrófago.
La IL-4 participa en la regulación del sistema inmunitario en múltiple niveles. Entre otras funciones, promueve la diferenciación de linfocitos Th2, la proliferación y diferenciación de linfocitos B y es un potente inhibidor de la apoptosis. La IL-4 desempeña un papel importante en el desarrollo de enfermedades atópicas como el asma, la dermatitis atópica o la anafilaxis sistémica.

## Función
La interleucina 4 tiene muchas funciones biológicas, incluida la estimulación de la proliferación de células B y células T activadas , y la diferenciación de células B en células plasmáticas . Es un regulador clave en la inmunidad humoral y adaptativa . IL-4 induce el cambio de clase de células B a IgE y regula al alza la producción de Complejo mayor de histocompatibilidad (MHC) de clase II . IL-4 disminuye la producción de células Th 1 , macrófagos, IFNγ y células dendríticas IL-12 .

### Inflamación y reparación de heridas
Los macrófagos tisulares desempeñan un papel importante en la inflamación crónica y la reparación de heridas . La presencia de IL-4 en tejidos extravasculares promueve la activación alternativa de macrófagos en células M2 e inhibe la activación clásica de macrófagos en células M1. Un aumento en la reparación de macrófagos (M2) se combina con la secreción de IL-10 y TGF-β que dan como resultado una disminución de la inflamación patológica. La liberación de arginasa , prolina , poliaminasas y TGF-β por parte de la célula M2 activada está relacionada con la reparación de heridas y la fibrosis.

## Receptor
El receptor de la interleucina-4 se conoce como IL-4Rα . Este receptor existe en 3 complejos diferentes en todo el cuerpo. Los receptores de tipo 1 están compuestos por la subunidad IL-4Rα con una cadena γ común y se unen específicamente a IL-4. Los receptores de tipo 2 consisten en una subunidad IL-4Rα unida a una subunidad diferente conocida como IL-13Rα1 . Estos receptores de tipo 2 tienen la capacidad de unirse tanto a la IL-4 como a la IL-13, dos citoquinas con funciones biológicas estrechamente relacionadas.